# Compsibidion truncatum
Compsibidion truncatum là một loài bọ cánh cứng trong họ Cerambycidae.